# Armindo Bruma
Bruma, auch Armindo Bruma genannt (* 24. Oktober 1994 in Bissau; bürgerlicher Name Armindo Tué Na Bangna), ist ein portugiesisch-guinea-bissauischer Fußballspieler, der beim portugiesischen Erstligisten Benfica Lissabon unter Vertrag steht.

## Karriere

### Vereine
Bruma wurde in der Hauptstadt Bissau des westafrikanischen Staates Guinea-Bissau geboren. Er kam in seiner Kindheit mit den Eltern nach Portugal und wurde mit zwölf Jahren in die Jugendakademie von Sporting Lissabon aufgenommen. In der Saison 2012/13 debütierte Bruma zunächst für die B-Mannschaft des Vereins in der Segunda Liga und am 10. Februar 2013 im Alter von 18 Jahren schließlich für die Profimannschaft in der Primeira Liga.

#### Galatasaray und Leihstationen
Nach Saisonbeginn 2013/14 wechselte Bruma im September 2013 für zehn Millionen Euro zum Süper-Lig-Rekordmeister Galatasaray Istanbul. Während eines Pokalspiels gegen Tokatspor erlitt Bruma am 15. Januar 2014 einen Kreuzbandriss. Um Platz für einen weiteren ausländischen Spieler im Kader zu schaffen, wurde Bruma trotz der schweren Verletzung für den Rest der Saison an Gaziantepspor verliehen. Ein Spiel für den Verein absolvierte Bruma nicht. Zur Spielzeit 2015/16 wechselte Bruma auf Leihbasis zu Real Sociedad. Der Verein besaß für den Flügelspieler eine Kaufoption, die bis zum 30. April 2016 gültig war und 7,5 Millionen Euro betrug. Diese wurde jedoch nicht gezogen und Bruma kehrte zu Galatasaray zurück.
In seiner letzten Saison für Galatasaray gewann er zu Saisonbeginn mit seinem Verein im August 2016 im Elfmeterschießen den türkischen Supercup. In der Süper Lig 2016/17 war er mit erzielten elf Toren mannschaftsinterner Torschützenkönig, somit auch einer der offensiven Leistungsträgern der Mannschaft. Am Saisonende 2016/17 gehörte Bruma mit elf Toren und sieben Torvorlagen zu den zehnt-erfolgreichsten Torvorlagengebern und Scorern der Ligasaison an. Mit seinem Verein wurde er Meisterschafts-Vierter, erreichten das Pokal-Achtelfinale und als amtierender Pokalsieger des Vorjahres durften man am Europapokal nicht teilnehmen, aufgrund Verstößen gegen das Financial Fairplay.

#### RB Leipzig, PSV Eindhoven und Leihstation
Zur Spielzeit 2017/18 wechselte Bruma nach Deutschland zu RB Leipzig. Mitte Juni 2017 unterschrieb er beim Vizemeister der Vorsaison einen Vertrag bis 2022. Er debütierte am ersten Spieltag und erzielte als Einwechselspieler am zweiten Spieltag mit dem Treffer zum 4:1-Endstand gegen den SC Freiburg sein erstes Tor in der Bundesliga. Mit RB Leipzig erreichten sie im DFB-Pokal 2018/19 erstmals das deutsche Pokalfinale und unterlagen dort FC Bayern München. Der Vertrag in Leipzig wurde im Sommer 2019 aufgelöst und der Stürmer unterzeichnete einen bis Juni 2023 gültigen Vertrag beim niederländischen Vizemeister PSV Eindhoven. Mit der PSV war der Portugiese für die UEFA Europa League 2019/20 qualifiziert, wo er mit dieser jedoch bereits in der Gruppenphase als Gruppendritter ausschied. In der Folgesaison wechselte er im Oktober 2020 auf Leihbasis zum amtierenden griechischen Meister Olympiakos Piräus und dort trug Bruma mit zehn Scorerpunkten zur Meistertitelverteidigung bei.
Zur Saison 2021/22 kehrte er von seiner Leihe nach Eindhoven zurück. Die Saison begann mit den Qualifikationsrunden der Champions League dort bezwang Bruma mit seiner Mannschaft den türkischen Vertreter Galatasaray Istanbul und dänischen Vertreter FC Midtjylland. In der letzten Qualifikationsrunde scheiterten sie an Benfica Lissabon, damit qualifizierten sie sich als Verlierer der Champions-League-Qualifikation für die Gruppenphase der Europa League 2021/22. Dort stiegen sie später als Gruppendritter in die K.-o.-Runde der Europa Conference League 2021/22 ab und drangen bis ins Viertelfinale ein. Dabei trug Bruma mit zwei erzielten Toren in 15 Europapokalspieleinätzen auch bei. Neben den internationalen UEFA-Vereinswettbewerben absolvierte Bruma auch Einsätze in den niederländischen Wettbewerben des Ligawettbewerbs Eredivisie und dem Pokalwettbewerbs KNVB-Pokal. Dort trug Bruma mit 31 Liga/-Pokalspieleinsätzen und mit acht Toren auch zu zwei Titel bei, einmal den Vizemeistertitel 2022 der Eredivisie und den Pokalsiegertitel 2022 des KNVB-Pokals bei.

#### Fenerbahçe Istanbul und Sporting Braga
Zur Saison 2022/23 wechselte Bruma im Juni 2022 anfänglich auf Leihbasis zum türkischen Erstligisten Fenerbahçe Istanbul. Nach dem Saisonanfang in den Qualifikationen der Europapokale erlitt Bruma im September 2022 eine dreiwöchige Muskelverletzung der Ischiocrurale Muskulatur. Deswegen verzichteten die Fenerbahçe-Verantwortlichen auf die TFF-Spielgenehmigung des Portugiesen in der Süper-Lig-Hinrunde 2022/23, aufgrund des begrenzten Kontingents einsetzbaren ausländischen Fußballspielern in türkischen Fußballwettbewerben der Türkiye Futbol Federasyonu (TFF) und des Weiteren wird die Hinrunde sowieso im November 2022 durch die Fußball-Weltmeisterschaft 2022 frühzeitig unterbrochen. Die Fenerbahçe-Verantwortlichen entschieden sich im Januar 2023 Bruma für eine Ablöse in Höhe von 4,25 Millionen Euro fest zu verpflichten und im weiteren Verlauf des Monats verliehen sie ihn bis Saisonende 2022/23 an den portugiesischen Erstligisten Sporting Braga.
Bruma gehörte in Braga zu den Schlüsselspielern der Mannschaft an mit vier Ligatoren und sechs Liga-Torvorlagen, wobei er erst in Saisonmitte auf Leihbasis in die Primeira Liga 2022/23 wechselte, gehörte er am Saisonende zu den zehnt-erfolgreichsten Torvorlagengebern der Primeira-Liga-Saison an. Er wurde mit Sporting Braga Meisterschafts-Dritter, damit qualifizierten sie sich für die Qualifikationsrunde der UEFA Champions League 2023/24 und erreichten darüber hinaus auch das Finale des Taça de Portugal 2022/23, dort unterlagen sie dem Pokal-Finalgegner FC Porto. Nach seinen überzeugenden Leistungen verpflichtete Sporting Braga ihn im Juni 2023 zur Saison 2023/24 fest für eine Ablöse in Höhe von 6,5 Millionen Euro und Bruma erhielt einen Vertrag bis 2027 mit einer Ausstiegsklausel in Höhe von 20 Millionen Euro.

#### Benfica Lissabon
Im Februar 2025 wechselte er innerhalb der Liga zu Benfica Lissabon und unterschrieb dort einen Vertrag bis 2028.

### Nationalmannschaft
Bruma durchlief die portugiesischen Juniorennationalmannschaften. Am 9. April 2009 spielte er erstmals für die U15-Auswahl im Rahmen eines Freundschaftsspiels gegen Bulgarien und schoss dabei das 1:0-Siegtor. Ein Jahr später nahm er an der U17-EM 2010 teil und bestritt alle drei Gruppenbegegnungen, schied mit Portugal jedoch frühzeitig aus. Noch mit 15 Jahren debütierte Bruma im Januar 2010 in der U18- und im September 2010 in der U19-Nationalmannschaft. Mit letzterer nahm er an der U19-EM 2012 teil, bei der er mit Portugal erneut bereits nach der Gruppenphase ausschied. Im März 2013 spielte Bruma erstmals für die U20-Auswahl. Obgleich er anschließend weitere Spiele im U19-Kader bestritt, wurde er für die U20-WM 2013 nominiert. Während des Turniers erzielte Bruma in vier Einsätzen fünf Tore, ehe Portugal im Achtelfinale gegen Ghana ausschied.
Zwischen Oktober 2013 und Juni 2017 absolvierte er Länderspieleinsätze auch für die U21 Portugals und nahm an der U21-EM 2017 teil und wurde dritterfolgreichster Torschütze des Turniers. Nach der U21-Europameisterschaft debütierte Bruma am 10. November 2017 im Rahmen eines Freundschaftsspiels gegen Saudi-Arabien in der A-Nationalmannschaft. Im weiteren Verlauf der A-Nationalmannschaftskarriere nahm er an der Gruppenphase der UEFA Nations League 2018/19 teil und bestritt drei Länderspiele von möglichen vier. Zum 23-köpfigen Final-Four-Kader der Nations League 2018/19 wurde er nicht berücksichtigt, die Final-Four gewann Portugal ohne Bruma. Seine bisherigen letzten A-Länderspiele bestritt er im Herbst 2019 in der Qualifikation der UEFA Euro 2020, Stand: Juni 2023.

## Erfolge
- Nationalmannschaft
  - UEFA Nations League: Sieger 2019

### Mit Vereinen
- Sporting Lissabon Junioren
  - Portugiesischer U18-Juniorenmeister: 2012[2]

- Galatasaray Istanbul
  - Türkischer Pokalsieger: 2014 1, 2015
  - Süper Lig: Vizemeister 2014 1, Meister 2015
  - TFF Süper Kupa: Sieger 2016[1]

- RB Leipzig
  - DFB-Pokal: Finalist 2019[1]

- Olympiakos Piräus
  - Griechische Super League: Meister 2021
  - Kypello Elladas: Finalist 2021[1]

- PSV Eindhoven
  - Johan-Cruyff-Schale: Sieger 2021 (ohne Einsatz)[26]
  - Eredivisie: Vizemeister 2022[12]
  - KNVB-Pokal: Sieger 2022

- Sporting Braga
  - Taça de Portugal: Finalist 2023[1]

## Auszeichnungen
- Durchbruch der Saison der portugiesischen Segunda Liga: 2012/13[2]
- Silberner Schuh der U20-Weltmeisterschaft: 2013
- Bronzener Schuh der U21-Europameisterschaft: 2017[24]
- Spieler des Monats der griechischen Super League: April 2021[28]
- Spieler des Monats der niederländischen Eredivisie: August 2021[29]
- Team des Monats der niederländischen Eredivisie: August 2021[29]

## Persönliches
Brumas älterer Bruder Mesca (* 1993) ist ebenfalls Fußballprofi.